# 20/20
20/20 — пятнадцатый студийный альбом американской рок-группы The Beach Boys. Пластинка вышла в феврале 1969 года на Capitol Records и заняла 68-е место в американском хит-параде журнала Billboard.

## Обзор
«20» в названии альбома является указанием на то, что это 20-я долгоиграющая пластинка в истории ансамбля (включая концертный альбом и три сборника). Брайан Уилсон участвует в создании альбома лишь эпизодически. В его отсутствие Деннису и Карлу Уилсонам переходит полный контроль над процессом звукозаписи. Записи проходят в домашней студии Брайана Уилсона; сам он большей частью проводит в спальной на верхнем этаже, слушая группу внизу и спускается лишь, когда думает, что может что-то улучшить в их исполнении.
Альбом открывается композицией «Do It Again», ставшей летом 1968 года редким в этот период хитом группы (20-е место). Инструментальная пьеса «The Nearest Faraway Place», богато аранжированная в духе Pet Sounds, была первой собственной композицией Брюса Джонстона в дискографии группы. «Never Learn Not to Love» была написана Деннисом Уилсоном в сотрудничестве с эксцентричным музыкантом Чарльзом Мэнсоном, жившим вместе со своей «семьёй» в то время в особняке Уилсона. Через полгода после выхода альбома Мэнсон был арестован как организатор массовых убийств в Голливуде.
Песня «All I Want to Do» выделяется среди прочих своим хард-рок-звучанием, нетипичным для группы.
Завершающие пластинку «Our Prayer» и «Cabinessence» были взяты из невышедшего альбома Smile (1966—67) и доработаны во время сессий к 20/20. В альбом также вошли несколько кавер-версий: «I Can Hear Music» The Ronettes (выпущенный сингл занял 24-е место); «Bluebirds Over the Mountain» Эрселя Хики и «Cottonfields» Ледбелли. Однако Алан Джардин не был удовлетворён альбомным вариантом «Cottonfields», записанным под руководством Брайана Уилсона, и по его предложению группа перезаписала композицию 15 августа 1969 года. Новая версия вышла на сингле 20 апреля 1970 года. Беспрецедентно низкая популярность группы в США в это время сказалась на судьбе пластинки: сингл не попал в хит-парад журнала Billboard. Но за рубежом «Cottonfields» ожидал большой успех: 1-е места в Австралии, ЮАР, Швеции и Норвегии; верхние строчки хит-парадов Великобритании, Дании, Родезии, Японии, Испании и др.

## Список композиций
| №  | Название                      | Автор(ы)                                 | Вокал                            | Длительность |
| -- | ----------------------------- | ---------------------------------------- | -------------------------------- | ------------ |
| 1. | «Do It Again»                 | Брайан Уилсон / Майк Лав                 | М. Лав, Карл Уилсон              | 2:25         |
| 2. | «I Can Hear Music»            | Джефф Барри / Элли Гринвич / Фил Спектор | К. Уилсон                        | 2:36         |
| 3. | «Bluebirds Over the Mountain» | Эрсел Хики                               | М. Лав, К. Уилсон, Брюс Джонстон | 2:51         |
| 4. | «Be with Me»                  | Деннис Уилсон                            | Д. Уилсон                        | 3:08         |
| 5. | «All I Want to Do»            | Д. Уилсон / Стив Калинич                 | М. Лав                           | 2:02         |
| 6. | «The Nearest Faraway Place»   | Б. Джонстон                              | инструментальная композиция      | 2:39         |

| №  | Название                  | Автор(ы)                   | Вокал                            | Длительность |
| -- | ------------------------- | -------------------------- | -------------------------------- | ------------ |
| 1. | «Cotton Fields»           | Ледбелли                   | Алан Джардин                     | 2:21         |
| 2. | «I Went to Sleep»         | Б. Уилсон / К. Уилсон      | Б. Уилсон, К. Уилсон             | 1:36         |
| 3. | «Time to Get Alone»       | Б. Уилсон                  | К. Уилсон, Б. Уилсон, А. Джардин | 2:40         |
| 4. | «Never Learn Not to Love» | Д. Уилсон / Ч. Мэнсон      | Д. Уилсон                        | 2:31         |
| 5. | «Our Prayer»              | Б. Уилсон                  | Группа                           | 1:07         |
| 6. | «Cabinessence»            | Б. Уилсон / Ван Дайк Паркс | К. Уилсон, М. Лав                | 3:34         |

В 1974 году альбом был издан в составе двойного комплекта с тринадцатым альбомом Wild Honey и в другой обложке. В 1990 году альбом был переиздан на одном компакт-диске вместе с альбомом Friends. Это издание также включало дополнительные песни: «Break Away», «Celebrate the News», «We’re Together Again», «Walk On By» и попурри «Old Folks at Home» / «Ol’ Man River».

## Альбомные синглы
- «Do It Again[англ.]» / «Wake the World» (Capitol 2239; 8 июля 1968; № 20)
- «Bluebirds Over the Mountain» / «Never Learn Not to Love» (Capitol 2360; 2 декабря 1968; № 61)
- «I Can Hear Music» / «All I Want to Do» (Capitol 2432; 3 марта 1969; № 24)
- «Cottonfields» / The Nearest Faraway Place" (Capitol 2765; 20 апреля 1970; № 103)